# Sexto Sentido (álbum de Xuxa)
Sexto Sentido é o décimo terceiro da artista musical e apresentadora brasileira Xuxa, lançado em 23 de agosto de 1994, pela Som Livre. Michael Sullivan foi responsável pela produção musical do álbum, que apresenta um afastamento musical dos trabalhos anteriores da intérprete, a favor de um disco não apenas para crianças mas também para adolescentes. Sexto Sentido possui uma sonoridade inspirada por gêneros juvenis como o teen pop e dance-pop, enquanto algumas faixas possuem apelo infantil e elementos proeminentes do disco, bubblegum pop, forró e lambada.

## Lançamento e promoção
| Críticas profissionais | Críticas profissionais |
| Avaliações da crítica  | Avaliações da crítica  |
| Fonte                  | Avaliação              |
| ---------------------- | ---------------------- |
| O Globo                | Mista                  |

Sexto Sentido chegou as lojas do Brasil em 23 de agosto de 1994. Para a sua divulgação, a artista cantou com às Paquitas e com o grupo You Can Dance em diversas boates em São Paulo e no Rio de Janeiro. Na Boate Overnight, no bairro da Mooca (zona leste de São Paulo) cerca de 500 pessoas, a maioria adolescentes, assistiram a artista. Ela também compareceu ao Domingão do Faustão, um dia antes do lançamento do disco, onde executou diversas canções de seu alinhamento. Além disso, a artista embarcou em uma turnê em apoio ao álbum, que percorreu o Brasil entre 1994 a 1996.
Xuxa justificou a escolha do título da obra em uma entrevista para o jornal O Globo, dizendo que estava em um período mais místico de sua vida, completando: "Talvez reflita um pouco esse momento que a maioria das pessoas está vivendo. Querendo descobrir coisas, lendo sobre o esoterismo, sobre vida após a morte. Eu sempre me interessei por cristais e, há algum tempo, as pessoas tem me dado livros e objetos místicos. tenho muita curiosidade sobre o assunto. Os mistérios sempre me atraíram". O jornalista Mauro Ferreira, do O Globo, emitiu uma crítica mista ao projeto, citando: "Mesmo sem cantar muito, Xuxa conseguia ser alto astral".

## Lista de faixas
| Sexto Sentido – Lançamento original |                                       |                                                                                                  |         |  |
| N.º                                 | Título                                | Compositor(es)                                                                                   | Duração |  |
| 1.                                  | "Hey DJ"                              | Michael Sullivan Aloysio Reis                                                                    | 4:26    |  |
| 2.                                  | "Compasso do Amor"                    | Carlinhos Brown                                                                                  | 4:03    |  |
| 3.                                  | "É de Chocolate"                      | Michael Sullivan Paulo Massadas                                                                  | 5:00    |  |
| 4.                                  | "Pipoca"                              | Álvaro Socci Cláudio Matta                                                                       | 3:26    |  |
| 5.                                  | "Jogo da Rima" ("The Name Game")      | Shirley Elliston Lincon Chase Zé Henrique (versão) Ângela Mattos (versão) Marcelo Faria (versão) | 5:50    |  |
| 6.                                  | "Sexto Sentido"                       | Michael Sullivan Aloysio Reis                                                                    | 5:18    |  |
| 7.                                  | "Dança nas Estrelas"                  | Michael Sullivan Aloysio Reis                                                                    | 4:17    |  |
| 8.                                  | "Dança da Bananeira"                  | Zé Henrique Carlos Colla                                                                         | 3:27    |  |
| 9.                                  | "Só Falta Você"                       | Cezar Lemos Marcelo Azevedo                                                                      | 3:25    |  |
| 10.                                 | "Rir É o Melhor Remédio (Gargalhada)" | Prêntice Ronaldo Monteiro de Souza Marcos Fabiano                                                | 3:39    |  |
| 11.                                 | "Happy-py"                            | Carlinhos Brown                                                                                  | 4:20    |  |
| 12.                                 | "Forró da Cachorrada"                 | Zé Henrique Fred Pereira                                                                         | 3:58    |  |
| 13.                                 | "Muito Prazer, Eu Existo"             | Álvaro Socci Cláudio Matta                                                                       | 4:00    |  |
| Duração total:                      | Duração total:                        | Duração total:                                                                                   | 55:50   |  |

| Sexto Sentido – Relançamento |                   |                                        |         |  |
| N.º                          | Título            | Compositor(es)                         | Duração |  |
| 14.                          | "Grito de Guerra" | Marcos Valle Claudio Rabello M. Pierre | 1:32    |  |
| Duração total:               | Duração total:    | Duração total:                         | 56:41   |  |

## Créditos
- Produzido por: Michael Sullivan
- Direção Artística: Aramis Barros
- Coordenação Artística: Marlene Mattos e Xuxa Meneghel
- Técnico de Gravação: Jorge 'Gordo' Guimarães, Luiz G. D' Orey, Edu Brito e Sergio Rocha
- Assistente de Produção: Duda Nogueira
- Gravado nos estúdios: Som Livre
- Maquiagem: Promaster Digital
- Técnicos de Mixagem: Jorge 'Gordo' Guimarães
- Assistentes de Estúdio e Mixagem: Marcelo Seródio, Julio Carneiro, Mauro Moraes, Ivan Carvalho e Everaldo

## Desempenho comercial
Na parada publicada pelo jornal O Globo – com base em dados fornecidos pelo instituto Nelson Oliveira Pesquisa e Estudo de Mercado (NOPEM) –, Sexto Sentido estreou na nona colocação entre os álbuns mais vendidos no Brasil, na edição datada em 6 de setembro de 1994. Atingiu sua melhor colocação na parada, a vice-liderança, na edição publicada em 29 de novembro. Foi o 46.º álbum mais comprado no Brasil em 1994. Ao todo, o disco vendeu mais de 1 milhão de cópias, sendo certificado de diamante pela Pro-Música Brasil (PMB).
| País — Tabela musical (1994) | Posição de pico |
| ---------------------------- | --------------- |
| Brasil (NOPEM)               | 2               |

| País — Tabela musical (1994) | Posição |
| ---------------------------- | ------- |
| Brasil (Nopem)               | 46      |

| Região                                                                                             | Certificação | Vendas     |
| -------------------------------------------------------------------------------------------------- | ------------ | ---------- |
| Brasil (Pro-Música Brasil)                                                                         | Diamante     | 1 000 000* |
| *números de vendas baseados somente na certificação ^distribuições baseadas apenas na certificação |              |            |